# Bedřiška Uždilová
Bedřiška Uždilová (* 19. prosince 1954, Praha) je česká malířka.

## Život

### Studium
V letech 1970 až 1974 studovala Střední odbornou školu výtvarnou, od 1974 do 1976 pokračovala na VŠUP (monumentální malba u doc. Ladislava Vacka), od 1976 do 1980 na Akademii výtvarných umění v Praze (figurální a krajinářská malba u prof. Jana Smetany), v roce 1981 se učila na Accademii di belle arti v Perugii a v letech 1982 až 1983 na École nationale supérieure des arts décoratifs v Paříži (prof. Zao-Wou-Ki, prof. Pillard).

## Výstavy a ocenění
V roce 1994 získala první cenu Podzimního salonu v Paříži. Svou první cenu obdržela již ve svých devíti letech na mezinárodní výstavě ve Forte dei Marmi v Itálii. V roce 2009 se stala laureátkou mezinárodní ceny Franze Kafky. Je zastoupena v galeriích po celém světě, vystavovala v Paříži, v Lyonu i ve Frankfurtu nebo např. Tokiu.